# Лазарева-Гохман, Екатерина Александровна
Екатерина Александровна Лазарева-Гохман (25 марта 1990, Москва) — российская и американская футболистка, полузащитница. Выступала за сборную России.

## Биография
В 1992 году вместе с семьёй переехала в США, штат Джорджия. Выступала за юношеские и молодёжные команды «Милтон Хай Скул», «Фурман Паладинс», «Атланта Силвербэкс», «Флорида Стэйт Семинолз». Из американских клубов приглашалась в молодёжную сборную России. Была на просмотрах в ведущих клубах России, в том числе в «Россиянке», но не хотела уезжать из США до окончания университета. В России выступала под именем Екатерина Лазарева, тогда как в США и Западной Европе — под именем Катя Гохман или Лазарева-Гохман.
В 2012 году дебютировала во взрослом футболе в составе российского клуба «Рязань-ВДВ». В сезоне 2012/13 сыграла 9 матчей в высшей лиге России, а её команда стала бронзовым призёром. Однако закрепиться в команде не смогла. Во всех своих матчах выходила на замены в конце второго тайма.
С 2013 года выступала за европейские клубы — финский «Коккола F10», исландский «Викингур Оулафсвик», кипрский «Аполлон» (Лимасол), сербский «Спартак» (Суботица) и бельгийский «Андерлехт». Победительница чемпионата и Кубка Кипра (2016), чемпионата Сербии (2017), чемпионата Бельгии (2018). В составе «Аполлона» и «Спартака» участвовала в матчах Лиги чемпионов.
В национальной сборной России дебютировала 7 марта 2014 года в матче против Португалии, заменив на 84-й минуте Елену Медведь. Затем три года не выступала за сборную. Вернулась в команду в 2017 году, а 23 ноября 2017 года в матче с Бельгией забила свой первый гол. Всего в 2014—2018 годах сыграла 7 матчей за сборную и забила один гол.
В 2018 году вернулась в США и перешла на тренерскую работу.